# Carl's Jr.
Carl's Jr. è una catena di fast food statunitense. La sua sede è a Carpinteria, in California.

## Storia
Carl Karcher e sua moglie Margaret iniziarono vendendo hot dog negli anni '40 con un chiosco mobile prima di trasferirsi in un locale in cui impiantare un'attività stabile ad Anaheim che chiamarono Carl's Drive-In Barbeque. In seguito comprarono altri due locali, ad Anaheim e Brea nominandoli Carl's Jr. a causa del fatto che erano più piccoli del ristorante originario.
Nel 1981 la compagnia è stata quotata in borsa e per questa operazione i fondatori sono stati accusati di insider trading dalla Securities and Exchange Commission, la causa si è risolta con un accordo tra le parti e il pagamento di una pesante sanzione pecuniaria.
Nel corso degli anni l'azienda è cresciuta di dimensioni, inoltre i fondatori hanno acquistato altri marchi di fast food come Hardee's, Red Burrito e Green Burrito. Per riunire tutte le proprietà è stato fondato il gruppo CKE Restaurants.

## Diffusione
Carl's Jr. è presente in 13 stati degli USA con oltre 1.100 ristoranti. Dal 2000 in poi ha iniziato una politica di espansione a livello internazionale aprendo ristoranti anche a Panama, in Messico, Francia, Canada, Ecuador, Costa Rica, Singapore, Russia, Brasile, Thailandia, Turchia, Vietnam, Nuova Zelanda e Danimarca.